# Philippe-François-Joseph Le Bas

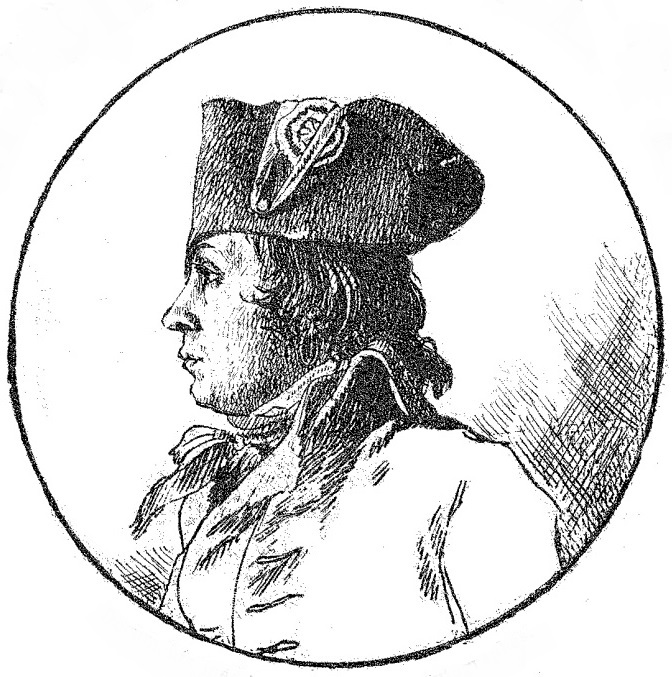
Philippe Le Bas

Philippe-François-Joseph Le Bas oder Lebas (* 4. November 1764 in Frévent; † 28. Juli 1794 in Paris) war ein französischer Revolutionär und Politiker, der seit September 1792 dem Nationalkonvent angehörte. Er war Jurist und hatte zuvor als Rechtsanwalt und Distriktsverwalter in Saint-Pol, Département Pas-de-Calais, gearbeitet. Auch war er als Représentant en mission eingesetzt.

## Wirken
Im Konvent gehörte Le Bas der Bergpartei an und war ein treuer Anhänger von Maximilien de Robespierre. Die beiden Männer waren Landsleute, was diese Verbundenheit sicherlich gefördert hat. Im September 1793 wurde Le Bas Mitglied im Sicherheitsausschuss.
Als im Oktober 1793 Louis Antoine de Saint-Just, vom Konvent damit beauftragt, die desolate Lage der Rheinarmee zu bessern, einen Mithelfer für diese Aufgabe suchte, wurde ihm von Robespierre Le Bas empfohlen. Die beiden Volksbeauftragten haben dann bis Ende des Jahres ihre Arbeit sehr konstruktiv durchgeführt und 1794 das gleiche bei der Nordarmee getan, womit sie nicht unwesentlich zum Sieg in der Schlacht bei Fleurus beitrugen. 

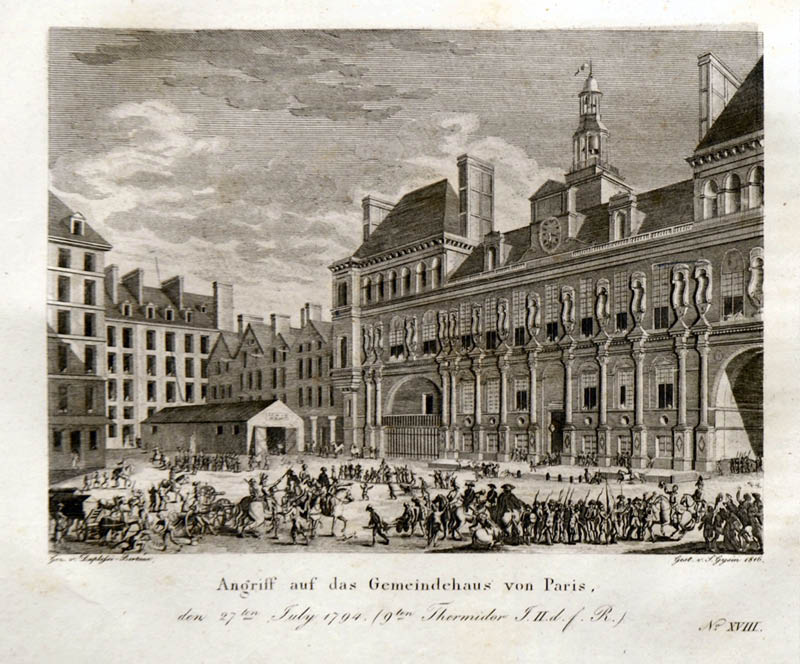
Der Angriff auf das Rathaus von Paris in der Nacht vom 9. auf den 10. Thermidor durch die Nationalgarde

Viel Charakter bewies Philippe-François-Joseph Le Bas am 9. Thermidor (27. Juli 1794), als er im Konvent verlangte, ebenfalls wie Robespierre, Saint-Just, Couthon und der jüngere Bruder Robespierres verhaftet zu werden, was dann auch geschah. Die weiteren Ereignisse sind weitestgehend bekannt: Die Gefangenen wurden noch einmal befreit und fanden sich schließlich im Pariser Rathaus zusammen, ohne sich zu einer größeren Gegenwehr entschließen zu können, die durchaus erfolgreich hätte sein können. Als vom Konvent geschickte Einheiten der Nationalgarde unter Barras am 10. Thermidor um 2 Uhr morgens das Rathaus stürmten, erschoss sich Le Bas mit einer Pistole. An seinem Leichnam wachte dann der Freund Louis Antoine de Saint-Just, bis er festgenommen und fortgeführt wurde, um einige Stunden später unter dem Fallbeil zu sterben, ein Ende, dem Le Bas mit seinem Pistolenschuss entgehen wollte.
Philippe-François-Joseph Le Bas war verheiratet mit Elisabeth Duplay, der Tochter von Maurice Duplay, bei dem Robespierre in der Rue Honoré zur Untermiete wohnte. Aus dieser Ehe ging Philippe Le Bas (1794–1860) hervor, der spätere Präsident des Institut de France.

## Sonstiges
Le Bas spielt eine Rolle in dem Drama Robespierre von Romain Rolland.